# Осетр (річка)
Осе́тр (рос. Осётр) — річка, що належить до сточища Оки та протікає у Московській, Рязанській та Тульській областях РФ.

## Назва
Незважаючи на фонетичну схожість, гідронім не пов'язаний прямо з назвою риби осетер (рос. осётр): назви на зразок Щука, Карась невідомі в російській гідронімії. Корінь str-, чітко виділяний у ньому, присутній у слов'янських і балтійських гідрографічних термінах (струя, стромовина, стрижень) і похідних географічних назвах (Істра, Остер, Сестра, Стрий, Струга, Струя). Очевидно, надалі назва річки зазнала зближення з назвою риби осётр, яка теж сходить до індоєвропейського кореня *str- («стрімкий», «гострий»).

## Географія
Річка Осетр — права притока Оки, протікає по горбистій рівнині місцевості в заокському лісостепу. У низовині річка пересікає північні відроги Середньоруської височини. Осетр починається на півночі Тульської області біля села Мелеховка, впадає в Оку в Московській області вище Коломни, напроти села Акатьєво. Довжина річки 228 кілометрів.
Долина річки глибока з терасами та луками. Схили місцями утворюють круті уступи. У нижній течії (нижче Зарайська) ширина річки становить 20-30 метрів, а глибина до 4 метрів. Від селища Срібні Пруди річка є судноплавною для маломірних суден протягом усього періоду навігації. У межень з'являються кам'янисті перекати. На річці є штучні перепони.

## Притоки
У річку Осетр впадають наступні річки (км від гирла)
- 0,4 км: Матирка
- 28 км: Униця
- 33 км: Тюфітка
- 39 км: Малий Осетрик
- 50 км: Низнанка
- 62 км: ручай Осетрик
- 92 км: Велішка
- 110 км: Пачога
- 114 км: Кудесна
- 128 км: Березинка
- 139 км: Полосня
- 146 км: Мордвес
- 157 км: річка без назви біля с. Ісаково
- 167 км: Веневка
- 170 км: Рудиця
- 181 км: Веркуша (Лісна Веркуша)

## Корисні копалини
На берегах Осетра є виходи вапняку, є декілька ділянок, де відбувалось промислове видобування білого каменю. У всіх кар'єрах можна знайти окам'янілі корали та мушлі, є навіть невеликі природні печери. Кварцу та кременю тут дуже мало, натомість можна знайти гіпс та великі белемніти. Вище Зарайська зустрічаються масиви піску. Також можна знайти темно-коричневий чи світло-коричневий халцедон
.